# Aaron Swartz
Aaron Hillel Swartz (8 tháng 11 năm 1986 – 11 tháng 1 năm 2013), cũng được biết đến với tên AaronSw, là một lập trình viên, doanh nhân, nhà văn, nhà tổ chức chính trị và tấn công Internet người Mỹ.
Anh đã tham gia vào việc phát triển định dạng nguồn cấp dữ liệu web RSS, đồng tác giả định dạng Markdown, tổ chức Creative Commons, khuôn khổ trang web web.py, và tham gia trang web tin tức xã hội Reddit sau khi nó thành lập được sáu tháng. Anh nhận danh hiệu đồng sáng lập Reddit bởi Y Combinator của Paul Graham, sau khi thành lập Not a Bug, Inc. (hợp nhất giữa dự án của Swartz Infogami và Redbrick Solutions, một công ty do  Alexis Ohanian và Steve Huffman điều hành). Công việc của Swartz cũng tập trung vào ý thức quyền công dân và chủ nghĩa xã hội học. Anh đã giúp khởi động Ủy ban Chiến dịch Thay đổi Tiến bộ vào năm 2009 để tìm hiểu thêm về hiệu quả của hoạt động trực tuyến. Năm 2010, anh trở thành nghiên cứu viên tại Phòng thí nghiệm nghiên cứu Safra của Đại học Harvard về thể chế tham nhũng do Lawrence Lessig chỉ đạo. Anh thành lập nhóm trực tuyến Demand Progress, một nhóm được biết đến với chiến dịch chống lại Dự luật Đình chỉ hoạt động vi phạm bản quyền trực tuyến.
Năm 2011, Swartz bị cảnh sát Viện Công nghệ Massachusetts (MIT) bắt giữ vì tội đột nhập bang, sau khi kết nối một máy tính với mạng MIT trong một tủ quần áo không được đánh dấu và mở khóa, đồng thời cài đặt nó để tải xuống các tập san học thuật một cách có hệ thống từ JSTOR bằng cách sử dụng tài khoản khách do MIT cấp cho anh. Các công tố viên liên bang do Carmen Ortiz đứng đầu đã buộc anh hai tội danh là gian lận điện tử và mười một vi phạm Đạo luật Lạm dụng và Lừa đảo Máy tính, tổng hình phạt cộng dồn tối đa là 1 triệu đô la tiền phạt, 35 năm tù giam, tịch thu tài sản, bồi thường và bị giám sát. Swartz đã từ chối một thỏa thuận nhận tội mà theo đó anh sẽ phải ngồi tù liên bang sáu tháng. Hai ngày sau khi bên nguyên từ chối lời đề nghị ngang ngược của Swartz, anh phát hiện đã qua đời do tự sát trong căn hộ ở Brooklyn. Năm 2013, Swartz được đưa vào Đại sảnh Danh vọng Internet.

## Tiểu sử

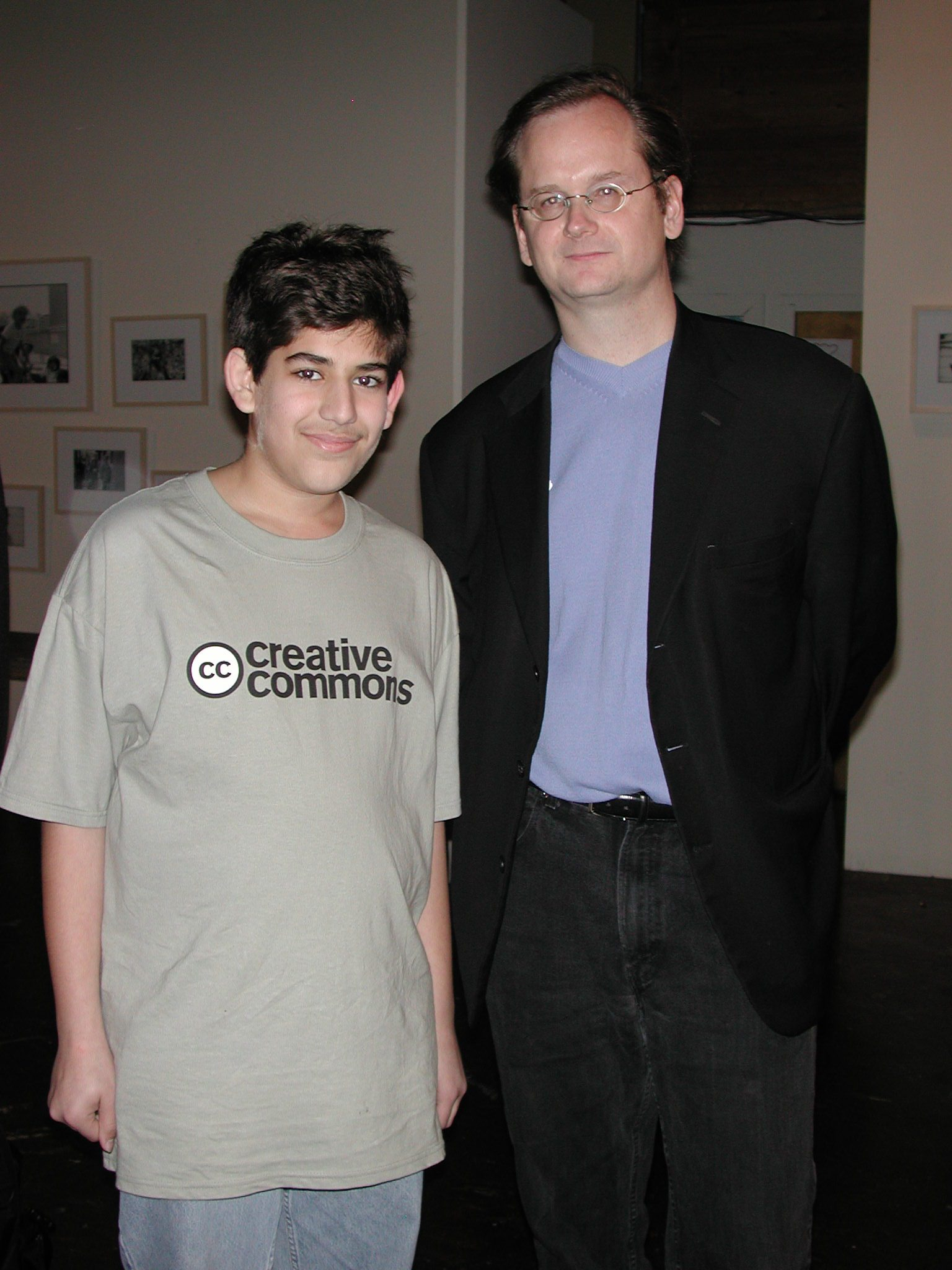
Aaron vào năm 2002 (15 tuổi) với Lawrence Lessig tại một buổi khởi đầu cho Creative Commons

Swartz sinh ra tại Chicago, Illinois, là con trai của Susan và Robert Swartz. Gia đình anh gốc Do Thái. Cha anh đã thành lập một công ty phần mềm, và từ khi nhỏ tuổi anh đã quan tâm đến máy tính, và chăm chỉ học về máy tính, Internet, và văn hóa Internet. Khi anh 13 tuổi, Swartz đã thắng Giải ArsDigita, một cuộc thi dành cho những người trẻ tuổi tạo ra những trang web "có tính hữu dụng, giáo dục, và hợp tác" phi vụ lợi. Phần thưởng gồm có một chuyến đi đến thăm Học viện Công nghệ Massachusetts (MIT) và được gặp mặt những nhân vật nổi tiếng trong lĩnh vực Internet. Khi anh 14 tuổi, anh đã hợp tác với các chuyên gia giao thức mạng với vai trò là một thành viên trong nhóm tác giả định dạng RSS phiên bản 1.0. Swartz theo học tại North Shore Country Day School, một trường tư thục nhỏ tại Winnetka, Illinois.

## Cái chết
Vào tối ngày 11 tháng 1 năm 2013, bạn gái của Swartz là Taren Stinebrickner-Kauffman phát hiện anh đã chết trong căn hộ của anh ở Brooklyn. Một phát ngôn viên của Giám định Y khoa New York báo cáo anh đã treo cổ tự tử. Không để lại thư tuyệt mệnh. Gia đình của Swartz và đối tác của anh đã tạo ra một trang web tưởng niệm, trên đó họ đưa ra tuyên bố: "Anh ấy đã sử dụng những kỹ năng phi thường của mình với tư cách là một lập trình viên và nhà công nghệ không phải để làm giàu cho bản thân mà để biến Internet và thế giới trở thành một nơi công bằng hơn, tốt đẹp hơn".
Vài ngày trước đám tang của Swartz, Lawrence Lessig đã điếu văn cho người bạn và cũng là khách hàng của mình trong một bài luận, "Công tố viên là kẻ bắt nạt." Anh chê bai sự không cân xứng trong việc truy tố Swartz và nói, "Câu hỏi mà chính phủ cần trả lời là tại sao Aaron Swartz bị gán cho là mắc 'trọng tội'. Trong suốt18 tháng đàm phán, đó là điều anh ấy không bao giờ muốn chấp nhận." Cory Doctorow viết, "Aaron có sự kết hợp bất bại giữa cái nhìn sâu sắc về chính trị, kỹ năng kỹ thuật và trí thông minh về con người và nhiều điều nữa. Tôi nghĩ anh ấy có thể đã cách mạng hóa nền chính trị của Mỹ (và trên toàn thế giới). Di sản của anh ấy có thể vẫn chưa làm được như vậy."

## Tác phẩm
- Swartz, Aaron; Hendler, James (tháng 10 năm 2001). "The Semantic Web: A network of content for the digital city". Proceedings of the Second Annual Digital Cities Workshop. Kyoto, JP: Blogspace.
- Swartz, Aaron (January–February 2002). "MusicBrainz: A Semantic Web service" (PDF). IEEE Intelligent Systems. Quyển 17 số 1. tr. 76–77. CiteSeerX 10.1.1.380.9338. doi:10.1109/5254.988466. ISSN 1541-1672.
- Gruber, John; Swartz, Aaron (tháng 12 năm 2004). "Markdown definition". Daring Fireball. Lưu trữ bản gốc ngày 2 tháng 4 năm 2004.
- Swartz, Aaron (tháng 7 năm 2008). "Guerilla Open Access Manifesto".
- Swartz, Aaron; Hendler, James (2009). Building programmable Web sites. S.F.: Morgan & Claypool. ISBN 978-1-59829-920-5.
- Swartz, Aaron (Interviewee). We can change the world (Video). Lưu trữ bản gốc ngày 21 tháng 12 năm 2021 – qua YouTube.
- Swartz, Aaron (Speaker) (ngày 21 tháng 5 năm 2012). Keynote address at Freedom To Connect 2012: How we stopped SOPA (Video). D.C. Lưu trữ bản gốc ngày 21 tháng 12 năm 2021 – qua YouTube.
- Swartz, Aaron (tháng 2 năm 2013) [2009]. "Aaron Swartz's A Programmable Web: An Unfinished Work". Synthesis Lectures on the Semantic Web: Theory and Technology ( PDF). Quyển 3 số 2. Morgan & Claypool Publishers. tr. 1–64. doi:10.2200/S00481ED1V01Y201302WBE005. To Dan Connolly, who not only created the Web but found time to teach it to me. {{Chú thích tạp chí}}: Đã bỏ qua tham số không rõ |lay-url= (trợ giúp)
- Swartz, Aaron; Lucchese, Adriano (tháng 11 năm 2014). "Raw Thought, Raw Nerve: Inside the Mind of Aaron Swartz" ( PDF/ePub). New York City: Discovery Publisher.
- Swartz, Aaron (tháng 1 năm 2016). The Boy Who Could Change the World: The Writings of Aaron Swartz. The New Press. OL 25886237M. Bản gốc lưu trữ ngày 12 tháng 2 năm 2022. Truy cập ngày 12 tháng 2 năm 2022.